# Better Than Love
Better Than Love è un singolo del gruppo musicale britannico Hurts, pubblicato il 23 maggio 2010 come primo estratto dal primo album in studio Happiness.
Il 9 maggio 2011 il duo ha ripubblicato il singolo come doppio lato A insieme a Illuminated.

## Tracce
CD singolo, 7" (Regno Unito)
1. Better Than Love – 3:31
2. Mother Nature – 2:50

CD singolo, 12" (Italia)
1. Better Than Love – 3:34
2. Better Than Love (Italoconnection Remix) – 5:15

Download digitale – 1ª versione
1. Better Than Love (Radio Edit) – 3:30
2. Better Than Love (Jamaica Remix) – 4:19

Download digitale – 2ª versione
1. Better Than Love (Radio Edit) – 3:30
2. Better Than Love (Tiefschwarz Mix) – 8:48

Download digitale (Germania)
1. Better Than Love – 3:35
2. Better Than Love (Live from BBC 1's Radio Live Lounge) – 3:47
3. Better Than Love (Tiefschwarz Mix) – 8:49
4. Better Than Love (Burns European Sex Remix) – 5:07
5. Better Than Love (Freemasons Pegasus Mix (Radio Edit)) – 3:34
6. Better Than Love (Jamaica Remix) – 4:22
7. Better Than Love (Death in Vegas Acid Remix) – 8:16
8. Better Than Love (Video) – 4:11

## Formazione
Gruppo
- Adam Anderson – strumentazione, programmazione
- Theo Hutchcraft – voce, strumentazione, programmazione

Altri musicisti
- Jonas Quant – programmazione e strumentazione
- Joseph Cross – strumentazione e programmazione

Produzione
- Hurts – produzione
- Jonas Quant – produzione
- Joseph Cross – produzione
- Mike "Spark" Stent – missaggio
- Matt Green – assistenza al missaggio
- George Marino – mastering

## Classifiche
| Classifica (2010) | Posizione massima |
| ----------------- | ----------------- |
| Belgio (Fiandre)  | 12                |
| Germania          | 66                |
| Paesi Bassi       | 88                |
| Regno Unito       | 50                |
| Svizzera          | 56                |